# Одантонио да Монтефелтро
Одантонио II да Монтефелтро (на италиански: Oddantonio da Montefeltro, * 1426, † 22 юли 1444, Урбино, Херцогство Урбино) от рода Да Монтефелтро е 1-ви херцог на Урбино (1443 – 1444), граф на Урбино (1443), граф на Кастел Дуранте, господар на Кали, Губио, Кантиано, Фронтоне, Сасокорваро.

## Произход
Той е първородният син на Гуидантонио да Монтефелтро (* 1378, † 1443), граф на Урбино, и на втората му съпруга Катерина Колона († 1438). По бащина линия е внук на Антонио II да Монтефелтро, кондотиер и граф на Монтефелтро, сеньор на Урбино (1363 – 1404), и на Аниезина ди Вико, а по майчина – на Лоренцо Онофрио Колона, брат на папа Мартин V, и на Звева Каетани. Има един брат и четири сестри:
- Рафаело Мария (*/† 1425)
- Виоланта (* 1430; † 1493), монахиня, господарка на Чезена като съпруга на Доменико Малатеста Новело;
- Аниезе (* 1431, † 1447), господарка на Кането, Кастел Гофредо, Кастильоне, Мариана, Медоле, Остиано и Родонеско като съпруга на Алесандро Гонзага;
- Звева (* 1432; † 1478), абатеса на „Санта Киара“ в Пезаро, блажена на Католическата църква с името „Серафина“, господарка на Пезаро като съпруга на Алесандро Сфорца.

Има и двама полубратя и една полусестра от извънбрачнии връзки на баща си, сред които Федерико, кондотиер, капитан на наемническа дружина, херцог на Урбино, известен ренесансов владетел, съпруг на Джентиле Бранкалеони и на Батиста Сфорца.
Одантонио е единственият член на сем. Да Монтефелтро, носещ това име. Името е израз на съюза между семействата Да Монтефелтро и Колона, за които неговото раждане е осезаем знак и почит към вуйчо му папата, егидата на съюза между родителите му и инициатор на съюза между двата дома. Името му идва от съединението на името на вуйчо му Одоне Колона – папа с името Мартин V, и на дядо му по бащина линия Антонио II да Монтефелтро. Прародител със същото име е измислен от генеалог в опит да се угоди на двора в Урбино в месеците след раждането на дългоочаквания наследник.

## Биография
Одантонио е единственият законен син на графа на Урбино и превъзхожда по право на унаследяване по-големия си полубрат Федерико, роден през 1422 г. и узаконен през 1424 г.
През 1442 г. Одантонио и Чечилия Гонзага провалят опита на родителите си да уредят брака им. През 1444 г. Чечилия постъпва в манастир.
На 17 февруари 1443 г., няколко дни преди смъртта на баща си, Одантонио е назначен за апостолически викарий in temporalibus и по този начин е свързан с управлението на владенията на баща си.
На 25 април 1443 г. в Сиена папа Евгений IV, благодарение и на ходатайството на вуйчото на Одантонио, влиятелният кардинал Просперо Колона (който по този начин позволява на папата да се завърне в Рим след почти 10-годишно отсъствие), издига Одантонио в ранг на херцог на Урбино – титла, предавана на неговите наследници.
Единственят му договор за военна служба е в армията на миланските херцози Висконти, наследен от баща му. През 1443 г. армията на Милано, командвана от Николо Пичинино, е въвлечена във войната срещу Франческо I Сфорца, в съюз с папата и краля на Неапол. Командването на военната рота „Да Монтефелтро“ обаче е възложено на неговия полубрат Федерико да Монтефелтро. Освен в един случай Гуидантоно никога не присъства на бойното поле.
След завръщането си в Урбино той нарежда на чичо си Антонио ди Николо да Монтефелтро да отиде във Ферара, за да поиска от негово име ръката на Изота д'Есте, сестра на Леонело д’Есте, маркиз на Ферара. Брачният акт с Изота д'Есте е подписан чрез пълномощник във Ферара на 6 юли 1443 г. и публикуван в Урбино на 14 юли.
Назначаването за херцог е и част от папските действия срещу Франческо I Сфорца в Марке, в които участват Да Монтефелтро, отдавна сражаващи се в армията на миланския херцог, съюзник на папата в борбата срещу Сфорца.
Войната на прага на държавата, огромните разходи за нейното поддържане, съчетани с разходите, направени за заплащане на номинацията за херцог, принуждават много младия херцог да се подложи на безпрецедентен финансов натиск, който увеличава недоволството на населението. Недоволството е подхранено и от дискредитирането на местния двор от поведението на някои съветници, обвинени в разпуснат живот и сериозен тормоз над някои жени от Урбино. Така през нощта между 21 и 22 юли 1444 г. шепа заговорници влзат в благородническия дворец и убиват 16-годишния херцог,  Манфредо Пио ди Карпи и Томазо ди Гуидо д'Аниело. Придворни като Пиерантонио Палтрони също са заговорнци и е много вероятно Палтрони да е имал изключително политически мотиви. Одантонио сигурно е изглеждал неподходящ да управлява държавата в тази трудна ситуация, особено предвид силното присъствие на полубрат му Федерико, държан в периферията на управлеието. Освен това херцогът на Урбино е бил напълно под влиянието на господаря на Чезена Доменико Малатеста Новело – член на семейство, исторически враг на семейство Да Монтефелтро.
След убийството Одантонио е погребан на неопределено място (църквите „Сан Франческо“ или „Сан Донато“).
На следващата сутрин Федерико да Монтефелтро се явява пред портите на Урбино и след като сключва споразумения с града, които осигуряват безнаказаност на заговорниците, е провъзгласен за господар на Урбино. На възкачването му безполезно се съпротивляват семейството му и дворът. През 1446 г. срещу него е направен заговор, в който са замесени Антонио ди Николо да Монтефелтро (чичо му), Франческо ди Вико (далечен негов роднина) и Джовани ди Сан Марино (бивш канцлер на Одантонио), но зад него най-вероятно стоят Одантонио и сестрата на Федерико, Виоланта да Монтефелтро, съпруга на Доменико (Новело) Малатеста . Всички заговорници са обезглавени, а паметта на Одантонио е забравена или опетнена.